# Ōkuwa
Ōkuwa (大桑村?) è una villaggio giapponese della prefettura di Nagano.